# Берлин — Бранденбург (аэропорт)
Аэропорт Берли́н — Бра́нденбург имени Вилли Брандта (нем. Flughafen Berlin Brandenburg „Willy Brandt“) — аэропорт в Бранденбурге, расположен у границы с Берлином на территории коммуны Шёнефельд. Носит имя бывшего мэра Западного Берлина и канцлера Западной Германии Вилли Брандта, он расположен в 18 километрах к юго-востоку от центра города и служит базой для easyJet, Eurowings и Ryanair.
Новый аэропорт заменил существовавшие до этого аэропорты Темпельхоф, Шёнефельд и Тегель и стал единственным коммерческим аэропортом, обслуживающим город Берлин и прилегающую к нему землю Бранденбург, территорию с общим населением 6 миллионов человек. С прогнозируемым годовым пассажиропотоком около 34 миллионов, аэропорт Берлин-Бранденбург должен стать третьим по загруженности аэропортом в Германии, обогнав при этом аэропорт Дюссельдорфа и сделав его одним из пятнадцати самых загруженных в Европе.
Строительство воздушной гавани началось в 2006 году. Первоначально аэропорт планировалось открыть в октябре 2011 года, через пять лет после начала строительных работ. Дата открытия откладывалась в общей сложности пять раз из-за ошибок менеджмента, коррупции, отсутствия строительного надзора и найденных значительных технических дефектов. Из-за плохого планирования и выросшей в несколько раз стоимости, которая в последнее время[когда?] оценивается в более чем семь миллиардов евро, эта стройка была символом крупного государственного проекта, вышедшего из-под контроля. В мае 2020 года аэропорт Берлин-Бранденбург наконец получил лицензию на эксплуатацию и открылся для коммерческих перевозок 31 октября 2020 года, через 14 лет после начала строительства и через 29 лет после начала официального планирования. Новый аэропорт также занимает территорию бывшего аэропорта Шёнефельд, который стал его 5-м терминалом. По завершении перевода авиакомпаний в Берлин-Бранденбург аэропорт Берлин-Тегель был закрыт 8 ноября 2020 года.
На момент открытия общая теоретическая пропускная способность аэропорта составляла 46 миллионов пассажиров в год.
Эксплуатантом является Flughafen Berlin-Schönefeld GmbH.

## Авиакомпании и пункты назначения
| Авиакомпания                             | Место назначения |
| ---------------------------------------- | --- |
| Aegean Airlines                          | Афины |
| Aer Lingus                               | Дублин |
| airBaltic                                | Рига |
| Air Cairo                                | Хургада, Марса-Алам, Шарм-эш-Шейх, |
| Air France                               | Париж |
| Air Malta                                | Мальта |
| Air Serbia                               | Белград |
| AlbaStar                                 | Пальма-де-Майорка |
| Austrian Airlines                        | Вена |
| Azerbaijan Airlines                      | Баку |
| BA CityFlyer выполняется British Airways | Лондон |
| Bluebird Airways                         | Афины, Тель-Авив |
| British Airways                          | Лондон |
| Brussels Airlines                        | Брюссель |
| Bulgaria Air                             | София |
| Corendon Airlines                        | Анталья |
| Corendon Airlines Europe                 | Вена, Мюнхен, Ираклион, Хургада |
| Croatia Airlines                         | Сплит |
| Danish Air Transport                     | Афины |
| Delta Air Lines                          | Афины |
| easyJet                                  | Копенгаген, Стокгольм, Амстердам, Эдинбург, Глазго, Манчестер, Бристоль, Лондон-Лутон, Лондон-Гатвик, Париж, Париж-Орли, Бордо, Порто, Фару, Малага, Валенсия, Пальма-де-Майорка, Барселона, Фуншал, Санта-Крус-де-ла-Пальма, Тенерифе, Гран-Канария, Фуэртевентура, Лансароте, Женева, Базель, Цюрих, Ницца, Милан, Пиза, Венеция, Ольбия, Неароль, Рим, Катания, Пула, Риека, Задар, Сплит, Дубровник, Тиват, Приштина, Керкира, Лефкас, Закинф, Салоники, Бургас, Варна, Хургада, Марса-Алам, Шарм-эш-Шейх |
| EgyptAir                                 | Каир |
| El Al                                    | Тель-Авив |
| European Air Charter                     | Бургас, Варна |
| Eurowings                                | Копенгаген, Гётеборг, Стокгольм, Хельсинки, Тромсё, Рованиеми, Дюссельдорф, Кёльн-Бонн, Штутгарт, Зальцбург, Инсбрук, Грац, Ницца, Бастия, Дубровник, Сплит, Задар, Бургас, Варна |
| Finnair                                  | Хельсинки |
| UR Airlines                              | Эрбиль |
| Freebird Airlines                        | Анталья |
| Georgian Airways                         | Тбилиси |
| Hainan Airlines                          | Пекин |
| Hibernian Airlines                       | Мадрид |
| Iberia                                   | Мадрид |
| Iberia Express                           | Мадрид |
| Icelandair                               | Рейкьявик |
| Jet2                                     | Лидс, Ньюкасл |
| KLM Cityhopper выполняется KLM           | Амстердам |
| LOT Polish Airlines                      | Варшава |
| Lufthansa CityLine выполняется Lufthansa | Мюнхен, Франкфурт-на-Майне |
| Luxair                                   | Люксембург |
| MIAT Mongolian Airlines                  | Афины |
| Norse Atlantic Airways                   | Майами, Нью-Йорк-Кеннеди |
| Norwegian Air                            | Копенгаген, Стокгольм, Осло, Тронхейм, Берген, Тромсё |
| Nouveair                                 | Монастир, Тунис |
| Pegasus Airlines                         | Анталья, Измир, Стамбул-Сабиха Гёкчен |
| PLAY Airlines                            | Рейкьявик |
| Qatar Airways                            | Доха |
| Royal Jordanian                          | Амман |
| Ryanair                                  | Афины |
| SAS                                      | Афины |
| Scoot                                    | Афины |
| Sky Alps                                 | Афины |
| Skylynx                                  | Афины |
| Smartwings                               | Афины |
| Southwind Airlines                       | Афины |
| Sundair                                  | Афины |
| SunExpress                               | Афины |
| SWISS                                    | Афины |
| Tailwind Airlines                        | Афины |
| TAP - Air Portugal                       | Афины |
| Trade Air                                | Афины |
| Transavia                                | Афины |
| TUIfly                                   | Афины |
| Tunis Air                                | Афины |
| Turkish Airlines                         | Афины |
| United Airlines                          | Афины |
| Volotea                                  | Афины |
| Vueling                                  | Афины |
| Wizz Air                                 | Афины |

## Предыстория

### Планы относительно нового берлинского аэропорта

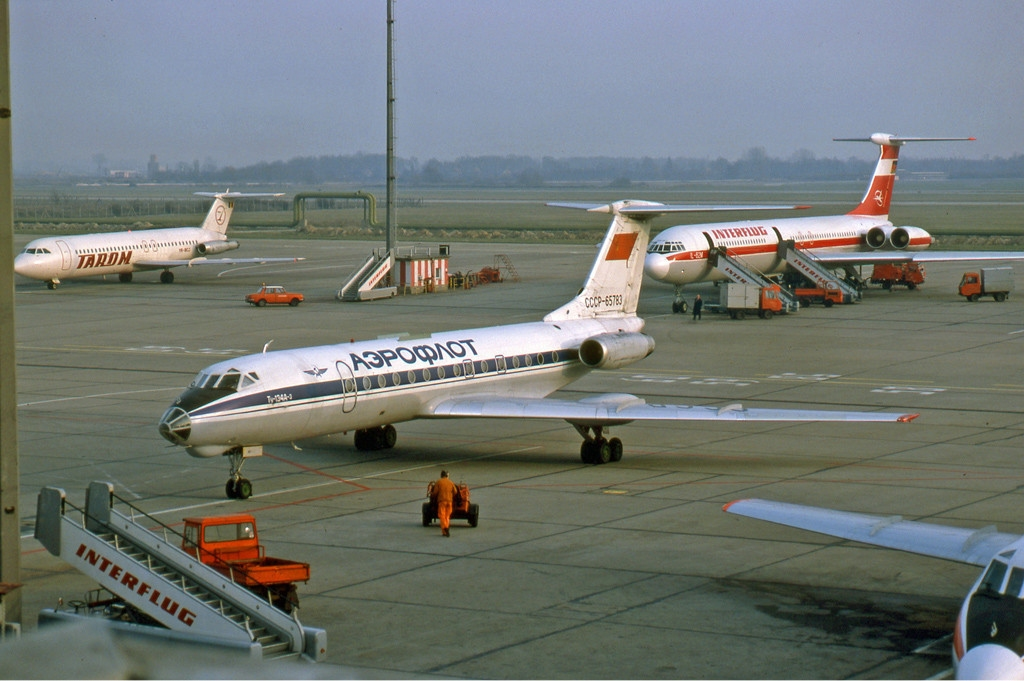
Перрон аэропорта Берлин-Шёнефельд в 1990 году

После падения Берлинской стены в 1989 году и последующего воссоединения Германии Берлин снова стал федеральной столицей Германии; руководство страны задумалось о дополнительном повышении статуса города, построив большой коммерческий аэропорт. Существующие аэропорты Тегель, Шёнефельд и Темпельхоф со временем устаревали и становились всё более перегруженными из-за роста числа пассажиров. Для обеспечения экономической жизнеспособности проекта придерживались концепции единого аэропорта, предполагалось, что новый аэропорт станет единственным коммерческим аэропортом для города Берлин и земли Бранденбург. После открытия нового аэропорта планировалось закрыть Тегель, Шёнефельд и Темпельхоф, а затем запретить полёты гражданской авиации из любого другого аэропорта Бранденбурга.
2 мая 1991 года была основана компания Berlin Brandenburg Flughafen Holding GmbH (BBF), принадлежащая землям Берлин и Бранденбург (по 37% каждая) и Федеративной Республике Германии (оставшиеся 26%). Эберхард Дипген, мэр Берлина, стал первым председателем наблюдательного совета. 20 июня 1993 года холдинговая компания объявила о проведении разносторонней оценки местности у аэродромов Шперенберг, Ютербог и района к югу от аэропорта Шёнефельд, участков земли Шперенберг, Восточный Ютербог, Западный Ютербог, Титцов, Михельсдорф, Боркхайде и Южный Шёнефельд. В последовавшей за этим политической дискуссии каждый объект защищали различные фракции. В отношении плана застройки и шумового загрязнения участки Шперенберг и Ютербог были сочтены наиболее подходящими для строительства крупного аэропорта. Экономические соображения благоприятствовали аэропорту, который был бы расположен недалеко от центра города, с уже существующим автомобильным и железнодорожным сообщением (как в случае с Шёнефельдом).
28 мая 1996 года мэр Дипген, премьер-министр Бранденбурга Манфред Штольпе и федеральный министр транспорта Матиас Виссман выбрали Шёнефельд в качестве места для строительства нового аэропорта. Позднее это так называемое консенсусное решение было подтверждено законодательными собраниями соответствующих земель. Новый аэропорт будет использовать часть инфраструктуры, например взлётно-посадочную полосу, из существующего аэропорта Шёнефельд.

### Неудачная приватизация
Первоначально BBF считали, что новый аэропорт будет принадлежать и управляться частным инвестором. Компания объявила тендер, разместила запрос предложений, на которые отозвались два консорциума, которые стали участниками торгов. Один из них возглавлял Hochtief через свою дочернюю компанию Hochtief Airport, в нём в качестве партнёров участвовали ABB, Fraport и Bankengesellschaft Berlin. В другой консорциум вошли IVG, Flughafen Wien AG, Dorsch-Consult, Commerzbank и Caisse des Dépôts. 19 сентября 1998 года BBF объявила, что победителем торгов стал консорциум Hochtief. Это дало им исключительные полномочия на ведение переговоров об условиях приобретения холдинга аэропорта Берлин-Бранденбург, а также строительства и эксплуатации нового аэропорта в течение 50 лет.
31 марта 1999 года BBF официально поручила Hochtief и его партнёрам построить новый аэропорт, после чего IVG подала иск. Высший земельный суд Бранденбурга признал существование проблем, высказанных IVG. В своем обзоре он обнаружил, что в некоторых моментах оценка заявок была предвзятой в пользу Hochtief. Это привело к аннулированию заключенного контракта 3 августа того же года.
Затем Hochtief Airport и IVG объединились и разработали план совместной заявки 10 ноября 2000 года для получения контракта на строительство и эксплуатации нового аэропорта. В то время BBF питало надежды, что утверждение планирования может быть завершено в 2002 году, а умозрительное открытие — в 2007 году.
Когда Hochtief/IVG представила свою заявку в феврале 2002 года, правление BBF состояло из Манфреда Штольпе, вступившего в должность федерального министра транспорта; Клауса Воверайта, сменившего Эберхарда Дипгена на посту мэра Берлина и председателя правления; и Маттиаса Платцека, сменившего Штольпе на посту премьер-министра Бранденбурга. Совет директоров нашёл это предложение непрактичным и 22 мая 2003 года проголосовал за отмену плана приватизации. Hochtief и IVG получили компенсацию в размере около 50 миллионов евро за свои усилия по проектированию.

### Государственная собственность и разрешение на строительство
Новое решение состояло в том, что берлинский аэропорт будет проектироваться, принадлежать и управляться холдингом BBF. Вскоре после этого холдинг BBF сменил название на Flughafen Berlin Brandenburg GmbH (FBB), оставаясь при этом в собственности Берлина, Бранденбурга и федерального правительства. 13 августа 2004 года министерство инфраструктуры и региональной политики земли Бранденбург одобрило преобразование аэропорта Шёнефельд в новый международный аэропорт Берлин-Бранденбург.
Местные жители подали в суд на решение министерства, завязалась судебная тяжба. Спор закончился 16 марта 2006 года отклонением доводов жителей Федеральным административным судом Германии. В то же время суд наложил определённые условия на выполнение полётов в новом аэропорту. Разрешение на строительство было выдано только при условии, что после ввода в эксплуатацию количество людей, проживающих на пути траектории захода на посадку, будет меньше по сравнению с ситуацией вокруг трёх существующих аэропортов — Тегель, Шёнефельд и Темпельхоф. Таким образом, Тегель и Шёнефельд были вынуждены закрыться (Темпельхоф уже был выведен из эксплуатации в 2008 году), как только воздушное движение Берлина было бы сосредоточено в новом аэропорту.

### Финансирование
К 2009 году стоимость строительства составляла 2,83 миллиарда евро. FBB привлекла финансирование для проекта за счёт кредита в размере 2,4 миллиарда евро, банковского депозита в размере 430 миллионов евро от партнёров FBB и дополнительных 440 миллионов евро собственного капитала, предоставленного FBB.
В ходе строительства стало ясно, что аэропорт значительно подорожает из-за занижения фактических затрат, строительных недочётов и увеличения расходов на звукоизоляцию близлежащих домов. К 2012 году ожидалось, что серия задержек с открытием воздушной гавани приведёт к ряду судебных исков против FBB, и ныне несуществующая Air Berlin заявляла о своих намерениях сделать такой шаг.
К концу 2012 года расходы на аэропорт Берлин-Бранденбург составили 4,3 миллиарда евро, что почти вдвое превышало первоначальные цифры.
В ноябре 2015 года стало ясно, что финансовая концепция аэропорта в корне ошибочна. Так, основной задачей многих магазинов, запланированных в аэропорту, было обслуживание транзитных пассажиров, в расчёте, что BER станет крупным международным узловым аэропортом. Однако в 2015 году пришло понимание, что конкуренция между хабами уже слишком жесткая. Франкфуртский аэропорт и лондонский Хитроу будут противостоять сокращению пассажиропотока без ценовой войны. Лишь немногие авиакомпании захотят покинуть свои хабы для перехода в Берлин. Единственной оставшейся потенциальной авиакомпанией, готовой к переходу в немецкую столицу, была Air Berlin, которая уже тогда испытывала финансовые трудности и не планировала предоставлять услуги дальней протяжённости.
Немецкие железные дороги Deutsche Bahn в 2012 году также подали в суд за неиспользование построенной под аэропортом станции. Аэропорту пришлось возместить ущерб.
В ноябре 2015 года аудиторы Бранденбургского контрольно-ревизионного управления пришли к выводу, что финансовый контроль, осуществляемый владельцами (Берлином, землёй Бранденбург и Германией) над аэропортом, был недостаточным и неэффективным. В феврале 2016 года финансовый контролёр опубликовал 400-страничный отчёт, в котором описывались проблемы связанные с открытием, включая несколько упущений при строительстве. 27 февраля руководство BER осудило выводы аудиторской проверки за разглашение цифр.
Из-за вердикта главных административных судов земель Берлин и Бранденбург звукоизоляция близлежащих домов стала дороже на 50 млн евро. По состоянию на 5 мая 2016 года суд вынес решение в пользу 25 500 истцов. Главным предписанием суда была необходимость обеспечения адекватной вентиляцией помещения, окна которого должны быть постоянно закрыты из-за шума. Администрация аэропорта также должна была определить приемлемую технологию вентиляции воздуха. Аэропорт не стал предъявлять претензии к фирмам, участвовавшим в строительстве системы пожаротушения.
В июне 2016 года финансирование аэропорта оказалось на грани банкротства из-за нежелания ЕС одобрить запрос на 2,5 миллиарда евро, в результате чего бюджет проекта вырос до 6,9 миллиарда евро. Администрация аэропорта заявила, если запрос бы был отклонен, то в августе 2016 года она объявит о финансовой несостоятельности. 3 августа 2016 года ЕС разрешил выделение дополнительных 2,2 миллиарда евро. 13 февраля 2017 года было подписано кредитное соглашение на 2,4 миллиарда евро, состоящее из 1,1 миллиарда евро, выделенного для продолжения финансирования проекта и 1,3 миллиарда для урегулирования старых долгов по другим кредитам. Федеральное правительство Германии и земли Берлин и Бранденбург выступили гарантами долга.

## История строительства
В церемонии закладки первого камня в фундамент нового аэропорта, состоявшейся 5 сентября 2006 года, принимали участие бургомистр Берлина Клаус Воверайт, премьер-министр земли Бранденбург Маттиас Платцек, председатель правления Deutsche Bahn Хартмут Медорн и федеральный министр транспорта, строительства и городского развития Вольфганг Тифензее. Аэропорту присвоено имя Вилли Брандта.
Первоначально намеченное на ноябрь 2011 года официальное открытие аэропорта неоднократно переносилось. Объявленная в мае 2012 года предполагаемая дата ввода аэропорта в эксплуатацию — 17 марта 2013 года.

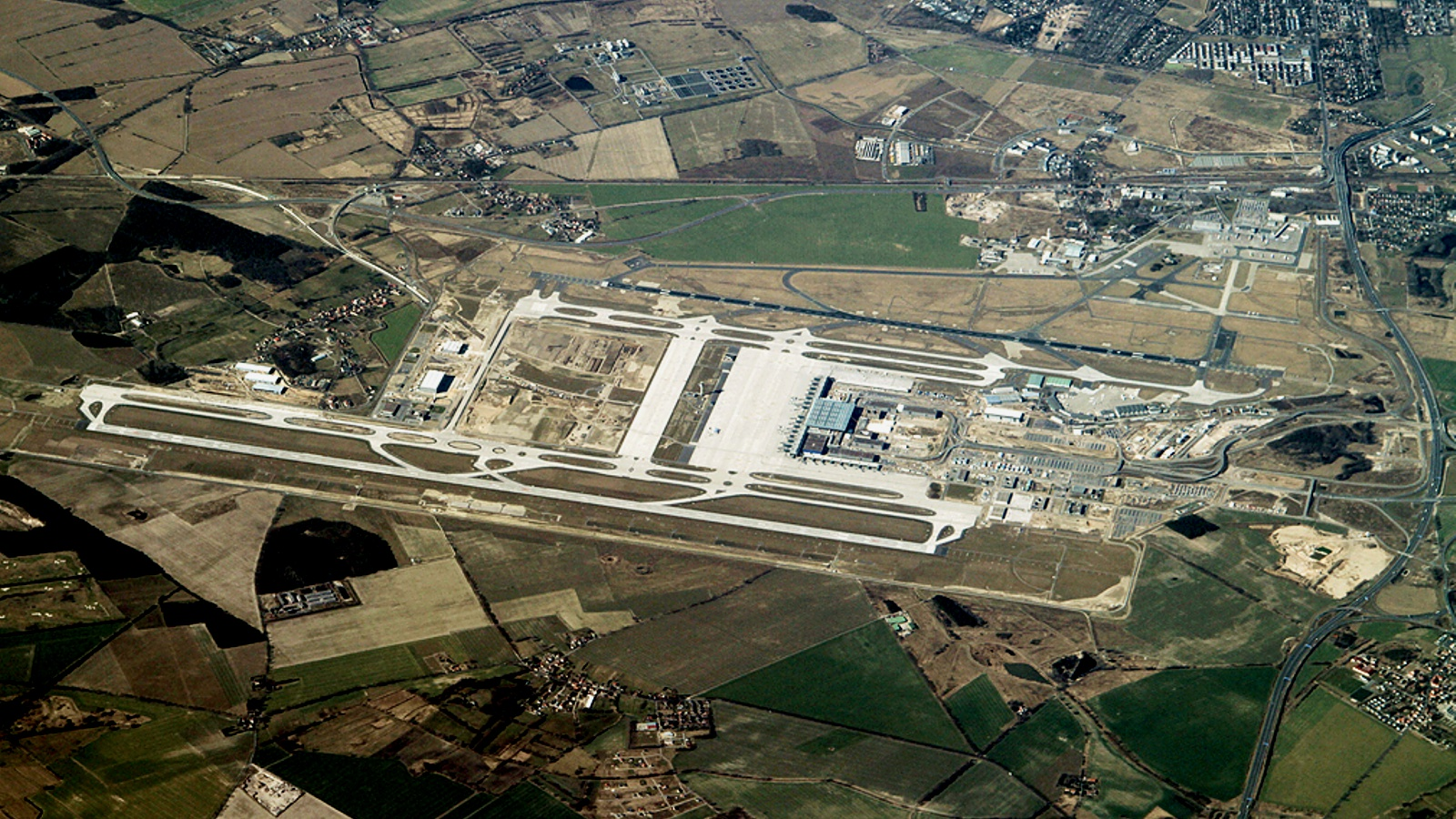
Вид на аэропорт в марте 2012 года

Задержки со строительством, связанные с многочисленными причинами, включая коррупцию, привели к откладыванию пуска аэропорта в эксплуатацию на неопределенный срок. В ноябре 2019, заявлялось, что открытие намечено на 31 октября 2020 года. Озвучивались также оценки сроков открытия до 2023 года. За это время стоимость проекта выросла с 1,7 млрд евро, до 5,5 млрд евро.
Через неделю после открытия нового аэропорта был закрыт аэропорт Берлин-Тегель, а расположенный в Шёнефельде аэропорт Берлин-Шёнефельд преобразовался в пятый терминал нового аэропорта.
Причины огромных задержек, раздутых затрат и нестыковок широко обсуждались в прессе, от критического анализа до обвинений и высмеивания. Первоначальная задержка в 2012 году, якобы из-за несоответствия противопожарной системы, вызвала эффект домино — разорение фирм, участвовавших в строительстве и рассчитывающих на пуск аэропорта в эксплуатацию, и утрату доверия инвесторов, отчего затраты лавинообразно возрастали, а сроки всё более отодвигались.

## Структура аэропорта

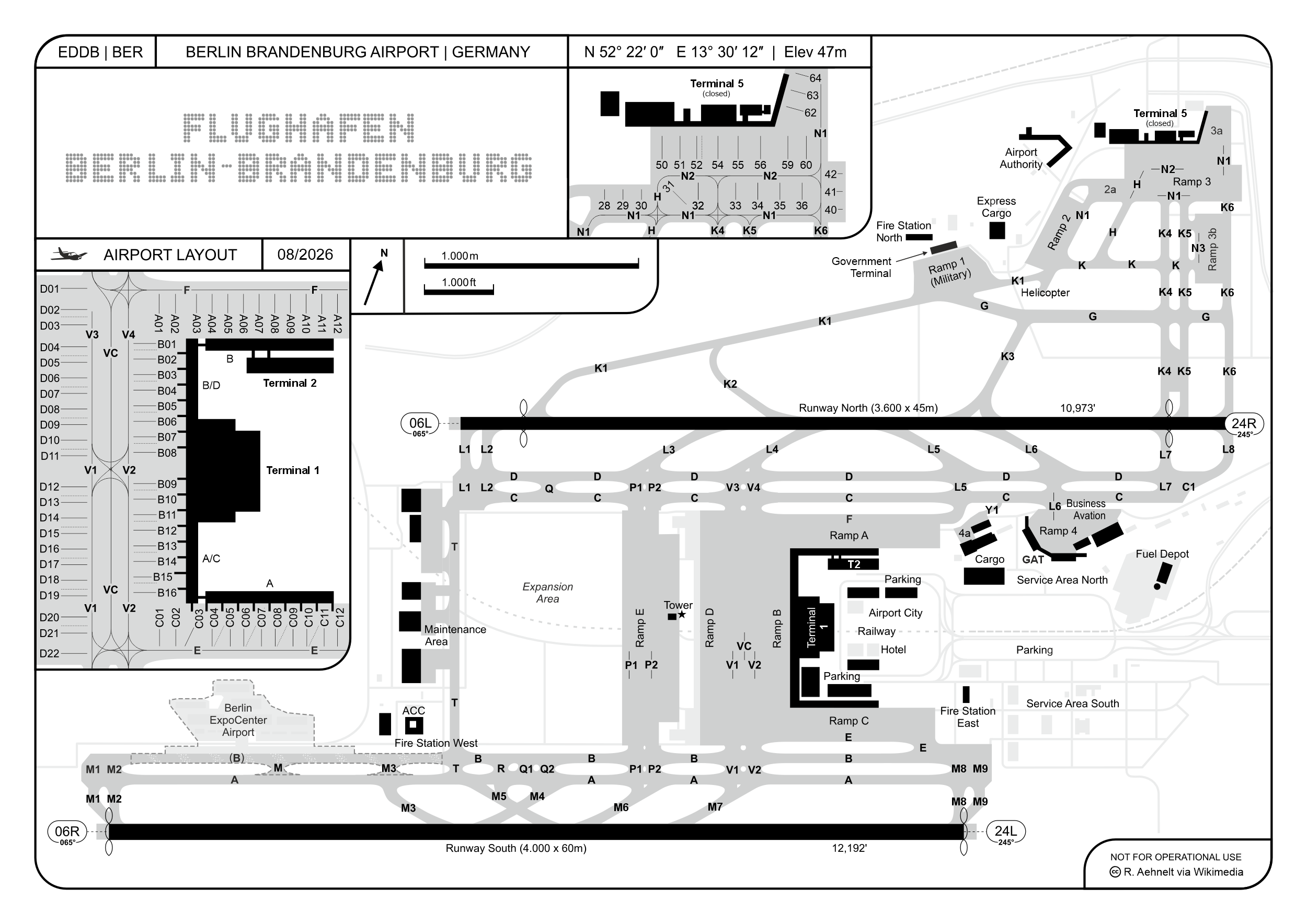
План аэропорта Берлин-Бранденбург

Первоначально планировались три терминала — терминалы 1 и 2 на юге, к которым подведена железная дорога с региональным вокзалом для поездов и городской электрички (S-Bahn), и терминал 5 на севере на месте аэропорта Шёнефельд, около которого расположена современная станция Шёнефельд. Два дополнительных терминала 3 и 4 рассматриваются как последующее расширение аэропорта.
Терминал 1 состоит из шести секций, включая специальную секцию для государств Шенгенской зоны, рассчитан на 25 миллионов пассажиров в год.
Терминал 2 предназначен для бюджетных самолётов (лоукостеров) и рассчитан на 6 миллионов пассажиров в год.
Терминал 3 планируется на востоке от комплекса, и рассчитан на 15 миллионов пассажиров в год.
Терминал 4 планируется на юге, и рассчитан на 6 миллионов пассажиров в год.
Терминал 5 (современный аэропорт Шёнефельд) находится к северу от основного комплекса, и будет предназначен также для лоукостеров. Однако предполагается использовать его лишь временно, пока Терминал 3 не будет введён в эксплуатацию на полную мощность. Терминал 5 рассчитан на 10 миллионов пассажиров в год.

## Транспорт

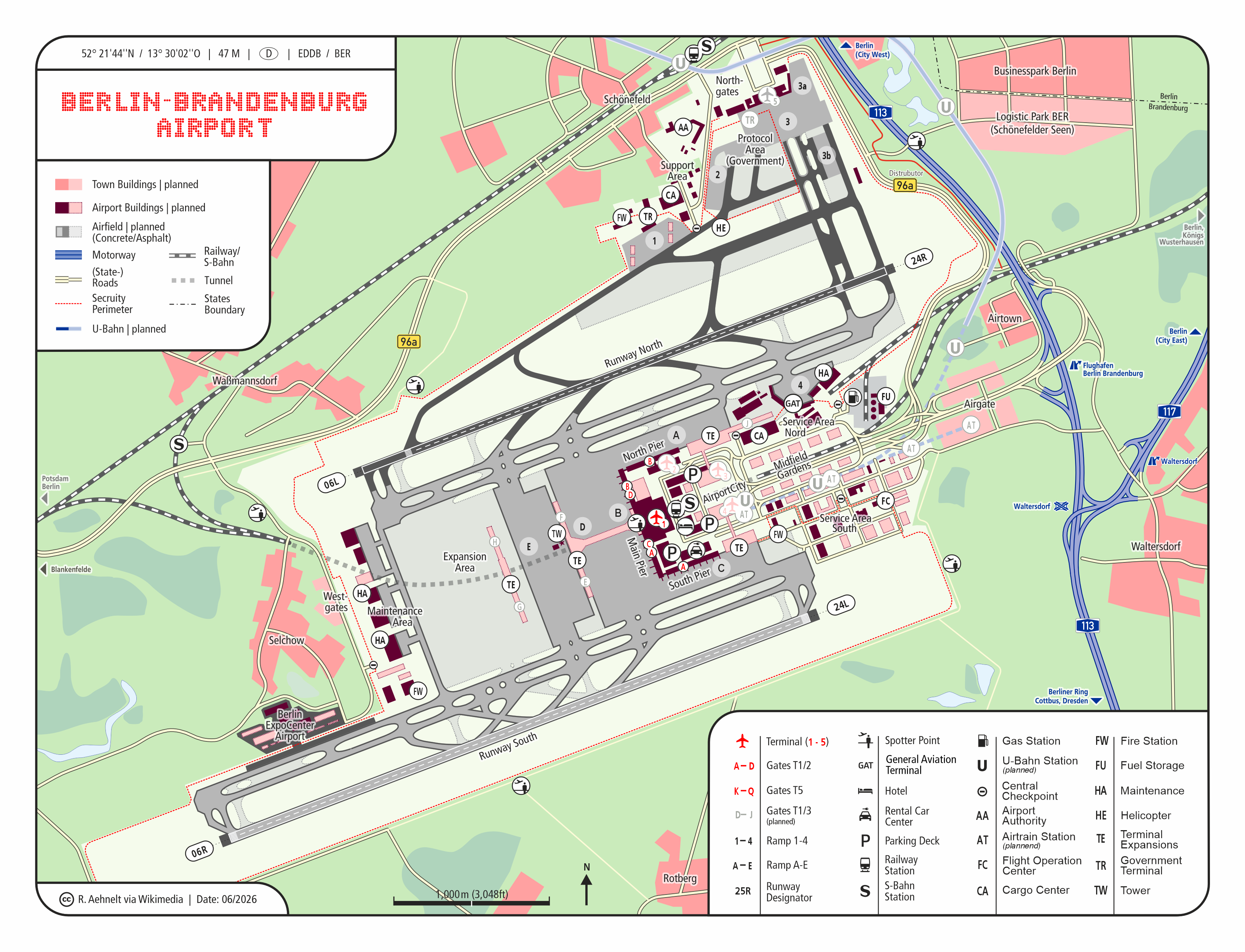
Аэропорт Берлин-Бранденбург на карте
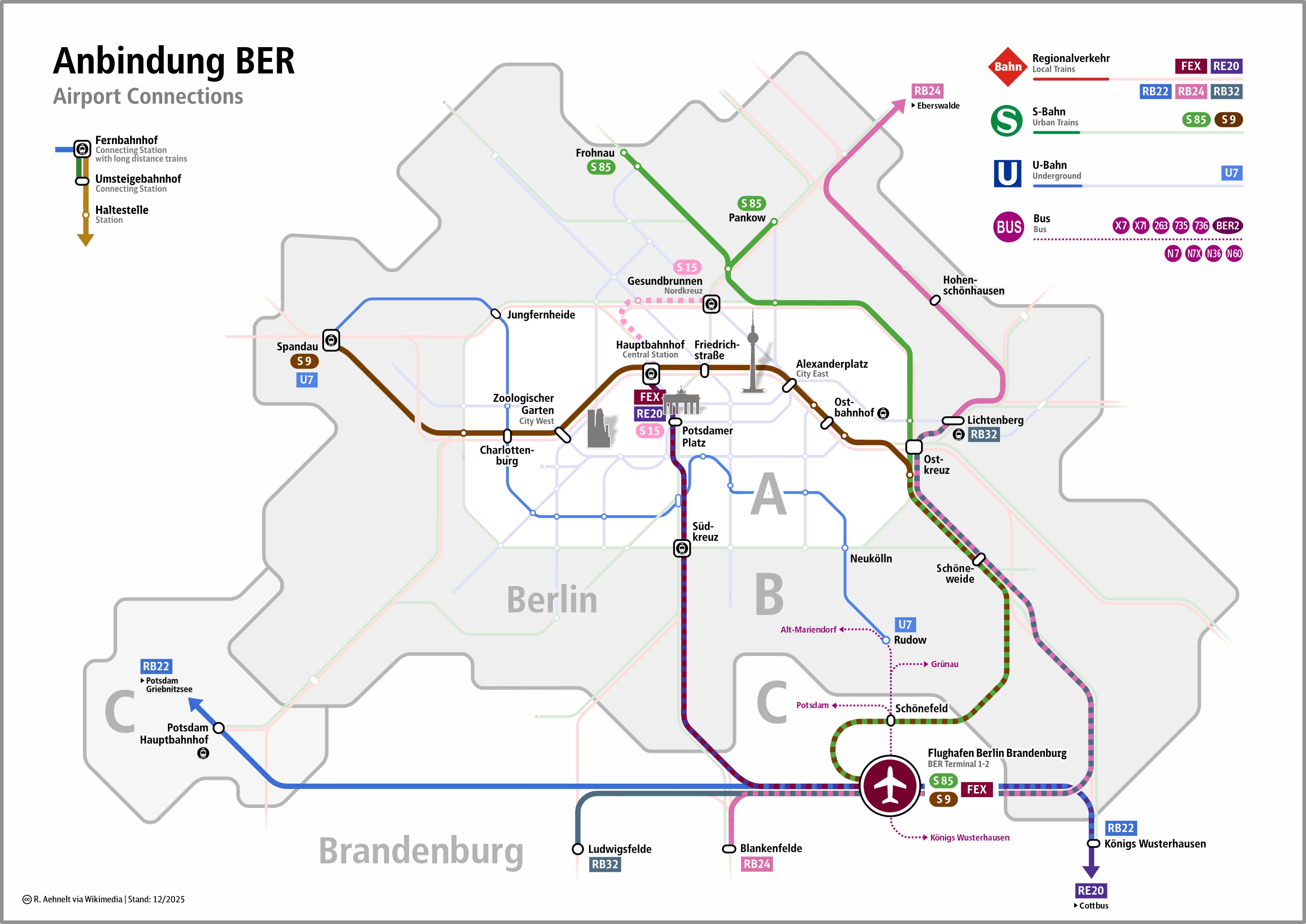
Сообщение с аэропортом Берлин-Бранденбург

К аэропорту можно подъехать по железной дороге с трёх сторон — через центр города с юга (Süd-Kreuz) и с востока со стороны современного аэропорта Шёнефельд, где существующие линии будут продлены. К аэропорту продлеваются линии городской электрички (S-Bahn) S9 и S45, а также подводятся несколько линий региональных поездов RE7, RB14, RB22 и экспресс FEX.

По предложению партии ХДС разрабатывается план строительства магнитной дороги (Маглев) до аэропорта.

## После введения в эксплуатацию
После открытия аэропорта началось резкое обострение эпидемии COVID-19 в Германии. Это привело к резкому снижению количества рейсов, и соответственно к убыткам авиакомпаний и служб аэропорта. Частично убытки покрывались правительственными дотациями. Тем не менее финансовое положение аэропорта резко ухудшилось и он оказался на пороге банкротства.
.

## Медиа
- Claudia van Laak, Axel Flemming. Das Scheitern des Hartmut Mehdorn Das Scheitern des Hartmut Mehdorn (нем.) // Deutschlandfunk : Радиопередача. — 2014. — 7 марта (вып. Hintergrund).
- Яна Рождественская. «Берлин и вся Германия стали посмешищем» : История аэропорта Берлин-Бранденбург — самого скандального долгостроя Германии // kommersant.ru. — Коммерсантъ, 2020. — 10 октября.